# Flux de matière et d'énergie
 (février 2024).
En écologie, le flux d'énergie est un concept qui caractérise le transfert énergétique entre les organismes du réseau trophique, ou les échanges réalisés d'un écosystème à un autre. Les êtres vivants ont besoin d'un apport constant en énergie par l'assimilation des nutriments ou d'un apport direct en énergie, comme celle du Soleil via son rayonnement lors de la photosynthèse. La biomasse des êtres vivants est convertie et est mesurée en joules, tandis que l'énergie transmise entre eux, ou qui sort du réseau trophique, est calculée par un indice et étudiée par l'efficience écologique.

## Cycles

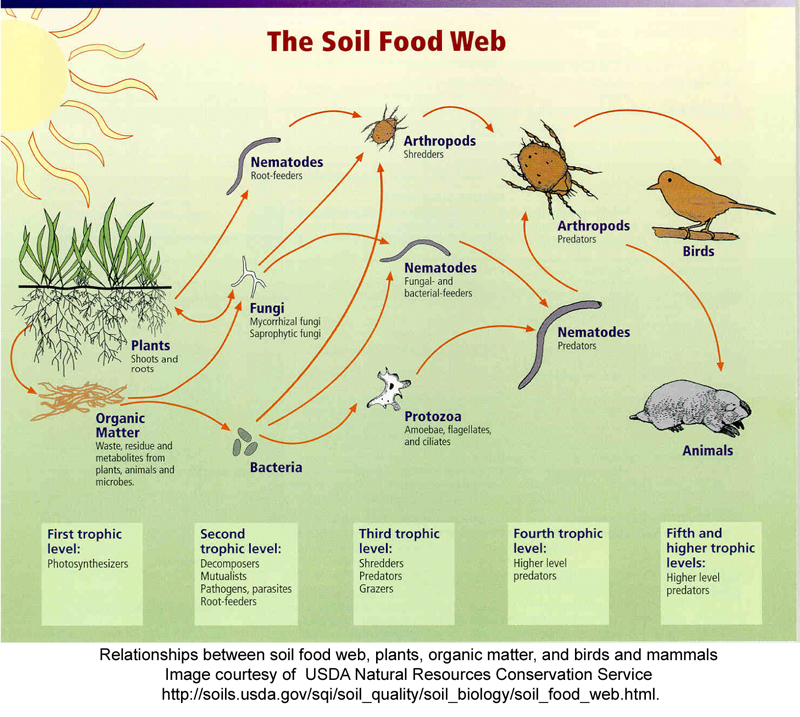
Exemple de transfert énergétique au sein d'un réseau trophique, le réseau trophique du sol.
Dans cet exemple, le transfert s'effectue depuis le Soleil aux plantes jusqu'aux mamifrères avec la relation prédateur-proie.